# Isoetes velata
Isoetes velata är en kärlväxtart. Isoetes velata ingår i släktet braxengräs, och familjen Isoetaceae.

## Underarter
Arten delas in i följande underarter:
- I. v. adspersa
- I. v. asturicensis
- I. v. dubia
- I. v. intermedia
- I. v. longissima
- I. v. perralderiana
- I. v. tegulensis
- I. v. tenuissima
- I. v. velata